# Idris emertonii
Idris emertonii är en stekelart som först beskrevs av Howard 1891.  Idris emertonii ingår i släktet Idris och familjen Scelionidae. Inga underarter finns listade i Catalogue of Life.